# 아산현충사 나들목
아산현충사 나들목(W.Asan IC)은 충청남도 아산시 배방읍 구령리에 설치된 당진청주고속도로의 6번 교차로(나들목)이다. 2023년 9월 20일에 개통되었다. 계획 당시 가칭은 '아산 나들목'이었다.

## 역사
- 2016년 2월 22일 : 2023년까지 나들목 신설을 위해 아산시 도시계획시설 교통광장에 배방읍 구령리 일원을 아산 나들목으로 고시[1]
- 2023년 9월 20일 : 나들목 개통과 함께 아산현충사 나들목으로 영업 개시[2]

## 구조물 정보
- 위치 : 충청남도 아산시 배방읍 구령리
- 영업소: 충청남도 아산시 배방읍 아산청주고속도로 8

## 접속하는 도로
- 국도 제39호선 (온양순환로)